# Sunnerbo domsagas valkrets
Sunnerbo domsagas valkrets var vid riksdagsvalen till andra kammaren 1893 och 1908 en egen valkrets med ett mandat (vid valet 1893 under namnet Sunnerbo härads valkrets). Både tidigare och senare utgjorde valkretsens område två separata valkretsar, Sunnerbo domsagas västra valkrets och Sunnerbo domsagas östra valkrets. Vid riksdagsvalet 1911 avskaffades valkretsen slutgiltigt och området uppgick i Kronobergs läns västra valkrets.

## Riksdagsmän
- Anders Gustaf Jönsson, nya lmp 1894, lmp 1895–1896 (1894–1896)

Under perioden 1897–1908 var valkretsen uppdelad i Sunnerbo domsagas västra valkrets och Sunnerbo domsagas östra valkrets
- Otto Magnusson, lmp (1909–1911)

## Valresultat

### 1908
| Andrakammarvalet i Sverige 1908: Sunnerbo domsagas valkrets | Andrakammarvalet i Sverige 1908: Sunnerbo domsagas valkrets | Andrakammarvalet i Sverige 1908: Sunnerbo domsagas valkrets | Andrakammarvalet i Sverige 1908: Sunnerbo domsagas valkrets | Andrakammarvalet i Sverige 1908: Sunnerbo domsagas valkrets |
| Kandidat                                                    | Kandidat                                                    | Röster                                                      | Röster                                                      | Röster                                                      |
| Kandidat                                                    | Kandidat                                                    | Antal                                                       | %                                                           | +− %                                                        |
| ----------------------------------------------------------- | ----------------------------------------------------------- | ----------------------------------------------------------- | ----------------------------------------------------------- | ----------------------------------------------------------- |
|                                                             | Otto Magnusson                                              | 1 541                                                       | 78,7                                                        |                                                             |
|                                                             | J.V. Lilliegren i Ljungby (frisinnad)                       | 409                                                         | 20,9                                                        |                                                             |
|                                                             | Övriga kandidater                                           | 7                                                           | 0,4                                                         | —                                                           |
| Antal giltiga röster                                        | Antal giltiga röster                                        | 1 957                                                       |                                                             |                                                             |
| Kasserade röster                                            | Kasserade röster                                            | 5                                                           |                                                             |                                                             |
| Totalt                                                      | Totalt                                                      | 1 962                                                       |                                                             |                                                             |